# 长古城镇
长古城镇，是中华人民共和国河北省保定市唐县下辖的一个乡镇级行政单位。人口统计36,937人。
2013年，河北省民政厅批复同意撤销长古城乡，设立长古城镇，镇人民政府驻长古城村新农北路18号。

## 行政区划
长古城镇下辖以下地区：
长古城村、岳烟村、大白尧村、大洋店村、西足里村、东足里村、大庄子村、贯南京村、西南京村、东南京村、佐北京村、刘北京村、安北京村、杨家庄村、白沙村、田家庄村、三里庄村、西白尧村、东屯村和新安里村。